# اوسوراتشین
اوسوراتشین (به چکی: Osvračín) یک منطقهٔ مسکونی در جمهوری چک است که در ناحیه دوماژلیتسه واقع شده‌است. اوسوراتشین ۱۱٫۲۴ کیلومتر مربع مساحت و ۵۶۵ نفر جمعیت دارد و ۳۷۳ متر بالاتر از سطح دریا واقع شده‌است.